# Charles FitzRoy, 2. Duke of Cleveland

Wappen von Charles FitzRoy, 2. Duke of Cleveland: Das königliche Wappen von König Karl II. mit Bastardfaden

Charles FitzRoy, 2. Duke of Cleveland, 1. Duke of Southampton, KG (geborener Charles Palmer, Lord Limerick, * 18. Juni 1662 in London; † 9. September 1730 in London) war ein unehelicher Sohn von König Karl II. von Schottland, England und Irland und Barbara Villiers.
Bei seiner Geburt galt er als Sohn des Ehemanns seiner Mutter, Roger Palmer, 1. Earl of Castlemaine (1634–1705), und erhielt dessen Familiennamen Palmer und als dessen Heir apparent den Höflichkeitstitel Lord Limerick. Nach seiner Geburt trennte sich seine Mutter von ihrem Ehemann. Lord Castlemaine ließ ihn wie sich selbst römisch-katholisch taufen. Sechs Tage später ließ ihn der König nach dem Ritus der Church of England erneut taufen.
Nachdem 1670 seine Mutter zur Duchess of Cleveland erhoben worden war, führte er als deren designierter Erbe den Höflichkeitstitel Earl of Southampton. Zudem war er inzwischen als illegitimer Sohn des Königs anerkannt und verwendete fortan den Familiennamen FitzRoy. 1673 nahm ihn sein Vater als Knight Companion in den Hosenbandorden auf und erhob ihn 1675 zum Duke of Southampton, Earl of Chichester und Baron Newbury. Er begann 1675 ein Studium am Christ Church College der Universität Oxford und schloss dieses 1678 als Master of Arts ab. Beim Tod seiner Mutter erbte er auch deren Adelstitel als 2. Duke of Cleveland, 2. Earl of Southampton und 2. Baron Nonsuch. 1716 wurde ihm das Hofamt des Chief Butler of England verliehen.

## Ehen und Nachkommen
1670 wurde er im Alter von acht Jahren mit Mary Wood, dem einzigen Kind von Sir Henry Wood, 1. Baronet (1597–1671), verlobt, mit der Bedingung mit der Trauung bis zum 16. Geburtstag zu warten. Nach dem Tod ihres Vaters wurde Mary von der Duchess of Cleveland entführt. Die Trauung mit Mary Wood fand 1679 statt. Sie starb aber wenige Monate später an den Pocken.
1694 heiratete er in zweiter Ehe Anne Pulteney, die Tochter des Sir William Poultney, Gutsherr von Misterton in Leicestershire, und hatte mit ihr sechs Kinder:
- Lady Grace FitzRoy (1697–1763), ⚭ 1725 Henry Vane, 1. Earl of Darlington;
- William FitzRoy, 3. Duke of Cleveland, 2. Duke of Southampton (1698–1774);
- Lord Charles FitzRoy (1698–1723);
- Lord Henry FitzRoy (1701–1709);
- Lady Anne FitzRoy (* 1702), ⚭ Francis Paddy, Esq.;
- Lady Barbara FitzRoy, starb unverheiratet.

Er starb am 9. September 1730 und wurde in der Westminster Abbey bestattet. Sein ältester Sohn William erbte seine Adelstitel. Da dieser kinderlos blieb, erloschen alle Titel mit dessen Tod 1774.